# Журавлинка (Курська область)
Журавлинка (рос. Журавлинка) — присілок в Октябрському районі Курської області Російської Федерації.
Населення становить 3 особи. Входить до складу муніципального утворення Артюхівська сільрада.

## Історія
Населений пункт розташований на території українського етнічного та культурного краю Східна Слобожанщина.
Від 2004 року входить до складу муніципального утворення Артюхівська сільрада.

## Населення
| 2002 | 2010 |
| ---- | ---- |
| 5    | ↘3   |